# ام بادر
ام بادر (به عربی: أم بادر) یک شهرک در سودان است که در کردفان شمالی واقع شده‌است.

## خصوصیات
ام بادر  ۱۲٬۰۰۰ نفر جمعیت دارد و ۶۹۲ متر بالاتر از سطح دریا واقع شده‌است.